# No Depression
No Depression war eine 1995 gegründete US-amerikanische Fachzeitschrift für das Musikgenre Alternative Country; sie trug den Untertitel The Alternative Country (whatever that is). Sie erschien bis 2008 alle zwei Monate. Seit 2009 wird sie online als Community Website geführt, laut Untertitel The Roots Music Authority Since 1995.
Herausgeber des Magazins waren von Anfang an Grant Alden und Peter Blackstock, 1998 kam Kyla Fairchild als Ko-Herausgeberin dazu. Alden und Blackstock traten ihre Anteile 2008 bzw. 2010 an Kyla Fairchild ab. Im März 2014 kaufte Fresh Grass, ein neues Musikfestival am Massachusetts Museum of Contemporary Art in North Adams, No Depression, im August 2014 erfolgte ein Relaunch. Chef-Bloggerin und Community-Manager ist wie zuvor weiterhin Kim Ruehl.
Der Name No Depression bezieht sich auf einen Song der Band Uncle Tupelo, die als stilbildend für das Musikgenre gilt. Diese wiederum entlehnte den Song der legendären frühen Country-Band Carter Family, die mit diesem Song die Wirtschaftskrise der 1930er Jahre kommentierte.